# Péroké
Péroké , anciennement Turbo Lift, Jungle Star et Sherwood's Revenge, est une attraction de type Tri Star du parc français La Mer de sable. Auparavant, l'attraction se trouvait à la Foire néerlandaise de Tilbourg en l'année de sa construction, puis à Walibi Belgium, ensuite à Walibi Rhône-Alpes, puis à Walibi Holland et depuis 2007 à La Mer de sable.

## Fonctionnement
Le principe du Tri Star ressemble à celui de l'Enterprise qui se compose d'une grande roue, maintenue en son centre par un bras hydraulique capable de la faire passer d'une position horizontale à un angle de 87°, tout en lui faisant faire une rotation par rapport à son axe central. Sur le pourtour de cette roue sont fixées des gondoles qui sont soumises à la force centrifuge.
De la société allemande Huss Park Attractions, le Tri Star se compose trois disques capables de rotation de sept gondoles chacun. Les passagers sont assis par deux l'un derrière l'autre dans chacune des vingt et une gondoles. Chaque disque est relié en son centre à un bras hydraulique commun. Contrairement à l'Enterprise, le bras ne s'élève pas à un angle de 87°, il atteint 45 degrés. Le Tri Star ne réalise donc pas d'inversion. Sa capacité est approximativement de 840 personnes par heure. Le manège occupe une superficie de 21 m. x 21 m.

## Histoire
Péroké est un manège de type Tri Star construit en 1977.
L'attraction s'appelle à l'origine Turbo Lift et est alors en la possession du forain néerlandais Michel Ropers qui l'exploite en 1977 à la Foire néerlandaise de Tilbourg. En 1978, il vend l'attraction à Walibi, où elle ouvre sous le même nom dans le voisinage actuel du cinéma 4-D. Turbo Lift y est en fonction jusqu'en 1984.
Le Tri Star est ensuite relocalisé en 1985 à Walibi Rhône-Alpes,,. L'attraction y est en service jusqu'en 1992, après quoi elle est déplacée en 1995 à Walibi Flevo.
À Walibi Flevo, le manège est nommé Jungle Star et se situe d'abord à Zanzibar, la zone thématique africaine. En 2000, il est redécoré et rebaptisé Sherwood's Revenge ; le nom de la zone est changé pour Sherwood Forest. En 2006, l'attraction est démontée et déplacée à La Mer de sable, car l'attraction n'est plus assez populaire à Walibi Holland. Elle ouvre dans le parc français en 2007 dans le quartier Jungle sous le nom de Péroké après avoir été redécorée.

## Autres exemplaires
- Ciudad Transformer à Parque de Diversiones (précédemment The Trinado à Idlewild & Soak Zone, 1998-2007)
- The Tide Traveller à Pleasurewood Hills (2005-2017)
- Tri-Star à Alton Towers (1989-1992)[8]
- Tri-star à Riverside Park (Six Flags New England) (-1997)